# 충돌 도메인
충돌 도메인(Collision domain)은 두 개 이상의 장치가 동시에 네트워크 세그먼트에서 패킷을 보내려고 시도하여 데이터 전송이 서로 충돌하는 공유 매체 또는 중계기를 통해 연결된 네트워크 세그먼트이다. 충돌 도메인은 특히 무선망에 적용되지만 초기 버전의 이더넷에도 영향을 미쳤다. 충돌 도메인의 구성원은 서로 충돌에 연루될 수 있다. 충돌 도메인 외부에 있는 장치는 내부에 있는 장치와 충돌하지 않는다.
다중접속 방식은 충돌 도메인 내의 한 장치만 한 번에 전송할 수 있으며, 도메인의 다른 장치는 네트워크를 수신하고 다른 장치가 이미 전송 중일 때는 충돌을 피하기 위해 전송을 삼가도록 지시한다. 한 번에 한 장치만 전송할 수 있으므로 총 네트워크 대역폭은 충돌 도메인의 모든 장치 간에 공유된다. 충돌은 또한 충돌 도메인에서 네트워크 효율성을 저하시키는데, 충돌로 인해 장치가 전송을 중단하고 나중에 재전송해야 하기 때문이다.
데이터 비트는 유한한 속도로 전파되므로, 동시에라는 용어는 충돌 도메인의 크기와 허용되는 최소 패킷 크기로 정의되어야 한다. 패킷 크기가 작거나 차원이 크면 발신자가 메시지의 첫 번째 비트가 가장 먼 노드에 도달하기 전에 패킷 전송을 마칠 수 있다. 따라서 해당 노드도 이미 진행 중인 전송에 대한 단서 없이 첫 번째 패킷을 파괴하면서 전송을 시작할 수 있다. 충돌 도메인의 크기가 초기 발신자가 패킷을 보내는 시간 내에 두 번째 전송 시도(충돌)를 수신할 수 있도록 허용하지 않으면, 충돌을 감지하지 못하고 전송을 반복할 수 없다 – 이것을 지연 충돌이라고 한다.

## 이더넷
공유 매체를 사용하는 이더넷에서 충돌은 경쟁하는 패킷이 버려지고 한 번에 하나씩 재전송되는 반송파 감지 다중 접속 및 충돌 탐지(CSMA/CD)를 사용하여 해결된다. 이것은 네트워크 비효율성의 원인이 된다.
초기 이더넷 변형(10BASE5, 10BASE2)은 공유 와이어를 기반으로 하며 본질적으로 반이중 방식이었고, 단일의 잠재적으로 큰 충돌 도메인을 나타냈다. 충돌 도메인은 각 호스트 세그먼트가 이더넷 허브에 연결되고 모든 세그먼트가 하나의 브로드캐스트 도메인 내에서 단일 충돌 도메인만을 나타내는 이더넷 허브 또는 중계기 환경에서도 발견된다. 충돌 도메인은 와이파이와 같은 무선망과 같은 다른 공유 매체 네트워크에서도 발견된다.
현대 유선 네트워크는 충돌을 줄이거나 제거하기 위해 네트워크 스위치를 사용한다. 각 장치를 스위치의 포트에 직접 연결함으로써 스위치의 각 포트가 자체 충돌 도메인이 되거나(반이중 링크의 경우) 전이중 링크의 경우 충돌 가능성이 제거된다. 기가비트 이더넷 이상의 속도에서는 허브나 중계기가 존재하지 않으며 모든 장치에 전이중 링크가 필요하다.

## 무선망

숨은 노드 문제: 장치 A, B, C는 동일한 충돌 도메인에 있다. A와 C는 모두 B와 통신하지만 서로를 인식하지 못한다.

대부분의 무선랜 네트워크는 반송파 감지 다중 접속 및 충돌 회피(CSMA/CA) 방식을 사용한다. 공유 유선 매체의 요구 사항 외에도 무선 네트워크는 두 발신자가 서로의 전송을 들을 수 없지만 수신기에서 충돌을 일으키는 숨은 노드 문제를 추가한다. 무선 충돌 회피 다중 접속은 특히 802.11 RTS/CTS에서 사용되는 한 가지 접근 방식이다. 중앙 조정은 충돌 도메인에 대한 이 문제를 해결하는 또 다른 수단이다. 이 기술은 무선 멀티미디어 확장에서 사용된다. 지점 조정 함수와 분산 조정 함수는 특정 구현이다.